# Matrimonio concertado en el subcontinente indio

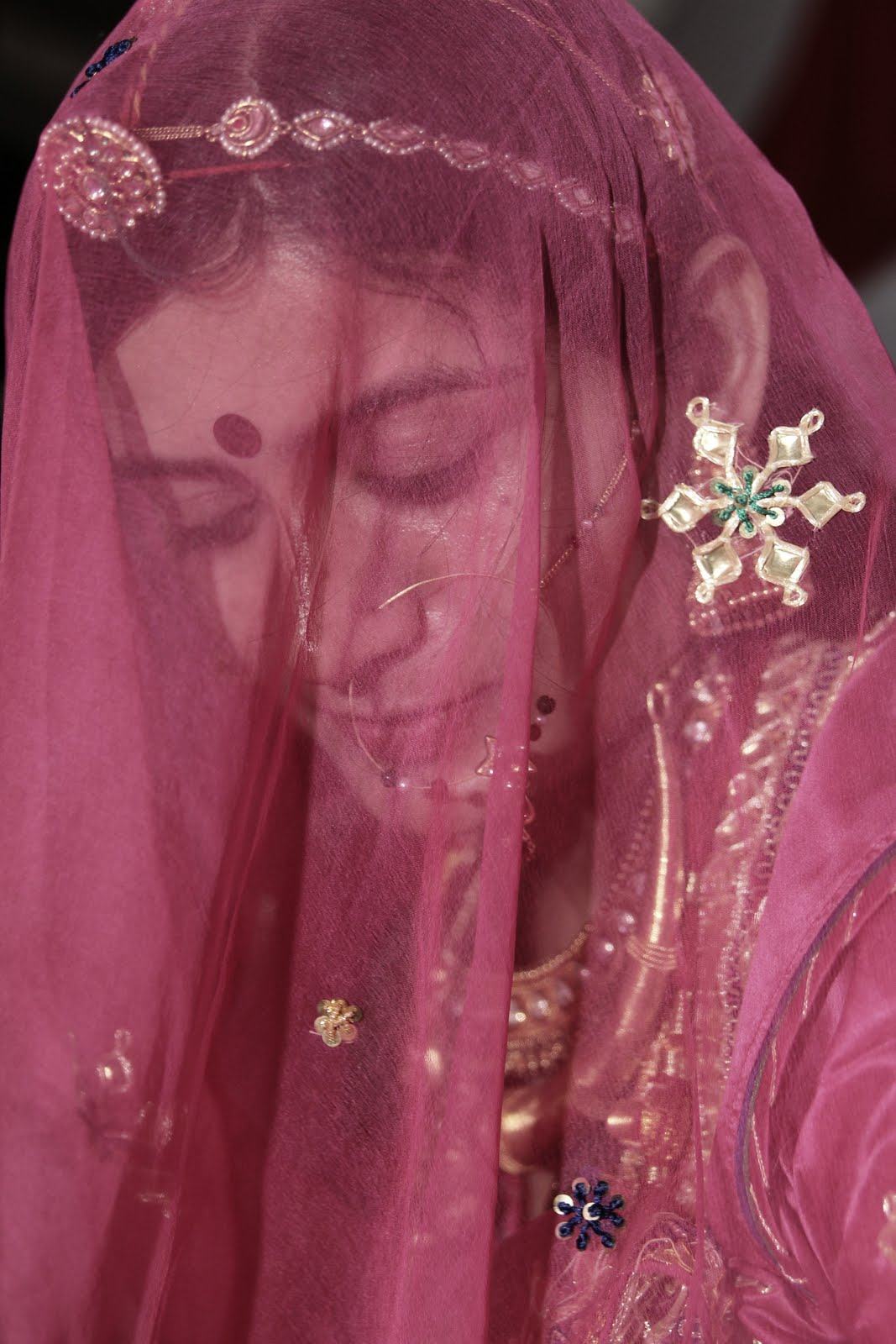
Novia hindú. Jaipur, India.

Los matrimonios concertados o matrimonios arreglados son una práctica común en el subcontinente indio y representan una gran mayoría de los matrimonios realizados en esta zona. Aun cuando el amor romántico es "muy celebrado" tanto en los medios de difusión masivos de la India (como también en Bollywood) y en el folklore, y la tradición del matrimonio arreglado no posee ningún tipo de reconocimiento legal oficial o soporte, la práctica es muy difundida y se ha adaptado a los cambios en las condiciones sociales y ha desafiado las predicciones que declinaría en la medida que India se modernizara. Se cree que los matrimonios arreglados ganaron inicialmente prominencia en el subcontinente indio cuando la religión védica histórica gradualmente cedió espacio al hinduismo clásico (hace unos 500 a. C.), desplazando otras alternativas que eran prominentes. En la cultura urbana de la India moderna, la diferenciación entre los matrimonios arreglados y los por amor es considerada ser cada vez con mayor frecuencia una "falsa dicotomía" con la emergencia del fenómeno de los "matrimonios auto-arreglados" y la libre elección por parte de los respectivos esposos.

## Historia
A lo largo de su historia en el subcontinente indio se han utilizado diversos sistemas de casamiento. Algunos fueron exclusivos de la región, tal como el swayamvara (el cual se encontraba enraizado en la religión védica histórica y era muy popular ya que era el sistema utilizado por Rama y Sita). En un swayamvara, los padres de la joven anuncian la intención de la joven de contraer casamiento, e invitan a todos los hombres interesados a estar presentes en una sala de casamientos un cierto día a una determinada hora. La joven, a la cual por lo general se le había dado alguna información previa sobre los hombres o estaba al tanto de su reputación y características elegia al hombre con el cual deseaba contraer matrimonio colocándole una guirnalda. A veces el padre de la novia organizaba una competición entre los candidatos, tal como una prueba de fuerza, para ayudar al proceso de selección. Otra variante era el casamiento gandharva, que era un consentimienro simple y mutuo entre el hombre y la mujer basado en su atracción mutua sin necesidad de rituales o testigos. El matrimonio de  Dushyanta y Shakuntala era un ejemplo de esta modalidad de casamiento.

## Bajo porcentaje de divorcios en la India
En la India, el matrimonio se entiende es para toda la vida, y el porcentaje de divorcios es extremadamente bajo. Solo el 1.1% de los casamientos en la India terminan en divorcio comparado con un porcentaje superior al 45.8% en Estados Unidos, aunque el porcentaje de divorcios en la India parece estar aumentando. Existen opiniones divididas en cuanto a las implicancias de este cambio: "para los tradicionalistas los porcentajes en aumento son un signo de la rotura de convenios sociales mientras que para los modernistas, ellos resaltan esto como una valorización de las mujeres."